# 金剛寺 (世田谷区)
金剛寺（こんごうじ）は、東京都世田谷区にある真言宗智山派の寺院。

## 概要
慶長年間（1596年～1615年）、頼栄法印によって開山された。1284年（弘安7年）、聖空上人が薬師如来像を安置する小堂を創建したのが起源である。その後慶長年間に至り、当地の名主だった粕谷家の菩提寺として、この小堂を基に寺院を整備した。寺院としての形が整ったのは慶長年間であるため、当寺の開山は聖空上人ではなく、頼栄法印としている。
聖空上人が安置した薬師如来像は「北向薬師」と呼ばれるようになり、「坂東七薬師」の一つに数えられている。

## 交通アクセス
- 東急大井町線上野毛駅より徒歩8分。
- 上野毛駅・二子玉川駅よりバス(東急バス　黒02系統)「天祖神社」下車